# Грейнджвилл (Айдахо)
Гре́йнджвилл (англ. Grangeville) — окружной центр округа Айдахо в штате Айдахо (США). По оценкам на 2008 год население составляло 3 110 человек.

## История
В 1860-х годах в низину, в которой был основан Грейнджвилл, пришли первые поселенцы. В большинстве своём это были старатели, шедшие к приискам близ Флоренса и Элк-Сити. В 1889 году в низине было основано поселение Грейнджвилл, ставшее в 1902 году окружным центром. Название поселению, данное индейцами не-персе, — «Сайк-сайк», что означает «подножье горы». Само же слово «grangeville» означает «город гумен» (фр. grange — гумно, ville — город).

## География и климат
Грейнджвилл расположен в северо-западной части округа Айдахо. Высота центральной части города составляет 1 036 м. Площадь города составляет 3,5 км². Город расположен на шоссе US 95, при городе имеется аэропорт.
| Показатель                                                                                   | Янв. | Фев. | Март | Апр. | Май  | Июнь | Июль | Авг. | Сен. | Окт. | Нояб. | Дек. | Год   |
| -------------------------------------------------------------------------------------------- | ---- | ---- | ---- | ---- | ---- | ---- | ---- | ---- | ---- | ---- | ----- | ---- | ----- |
| Абсолютный максимум, °C                                                                      | 17   | 21   | 26   | 31   | 33   | 36   | 39   | 41   | 40   | 31   | 22    | 16   | 41    |
| Средний суточный максимум, °C                                                                | 3    | 7    | 10   | 14   | 18   | 22   | 28   | 28   | 23   | 16   | 7     | 3    | 12,5  |
| Средняя температура, °C                                                                      | −1   | −2   | 4    | 8    | 12   | 16   | 19   | 19   | 14   | 9    | 3     | −1   | 8,3   |
| Средний суточный минимум, °C                                                                 | −4   | −3   | −1   | 2    | 6    | 9    | 11   | 11   | 7    | 2    | −1    | −4   | 2,9   |
| Абсолютный минимум, °C                                                                       | −30  | −31  | −23  | −10  | −7   | −2   | 1    | −2   | −7   | −18  | −27   | −32  | −31   |
| Норма осадков, мм                                                                            | 36,8 | 33,0 | 60,2 | 71,6 | 92,2 | 72,1 | 42,2 | 29,5 | 41,1 | 45,2 | 46,0  | 38,1 | 608,0 |
| Источник: http://www.weather.com/outlook/travel/businesstraveler/wxclimatology/monthly/83530 |      |      |      |      |      |      |      |      |      |      |       |      |       |

## Население
Согласно оценочным данным за 2008 год, население Грейнджвилла составляло 3 110 человек. Плотность населения равна 357,89 чел./км². Средний возраст населения — 43 года и 2 месяца. Половой состав населения: 50,9 % — мужчины, 49,1 % — женщины. В 2000 году насчитывалось 1333 домашних хозяйств и 857 семейств. Расовый состав населения по состоянию на 2000 год:
- белые — 96,3 %;
- индейцы — 1,1 %;
- азиаты — 0,3 %;
- прочие расы — 0.7 %;
- две и более расы — 1,5 %.

Ниже приведена динамика численности населения города: